# Al buio sto sognando/A Foggy Day
Al buio sto sognando/A Foggy Day è il 90° 45 giri del cantante italiano Johnny Dorelli.

## Al buio sto sognando
Al buio sto sognando è una canzone scritta da Franco Pisano, Castellano e Pipolo, per essere utilizzata come sigla del programma del 1966 di Dorelli Johnny Sera, che ricalcava il suo precedente varietà Johnny 7. La canzone è stata inserita da Dorelli nel 33 giri del 1967 L'immensità.

## A Foggy Day
A Foggy Day è una canzone del 1937 scritta da George (musica) e da Ira Gershwin (parole) interpretata dai più grandi interpreti americani tra cui Frank Sinatra, Ella Fitzgerald, Tony Bennett e molti altri. Dorelli inserì la canzone in vari album: nei 33 giri Viaggio sentimentale (1965), L'immensità, Mi son svegliato e c'eri tu (1989) e nel CD del 2004 Swingin', che contiene i grandi classici jazz e swing interpretati da Dorelli.